# Philodendron breedlovei
Philodendron breedlovei är en kallaväxtart som beskrevs av Thomas Bernard Croat. Philodendron breedlovei ingår i släktet Philodendron och familjen kallaväxter. Inga underarter finns listade.